# ラジオ ふたりはミルキィホームズ
『ラジオ ふたりはミルキィホームズ』は、2013年にHiBiKi Radio Stationにて放送していたインターネットラジオ番組。

## 概要
声優などさまざまな活動を展開する三森すずこ、徳井青空、佐々木未来、橘田いずみの4名がメインパーソナリティを務めるトーク番組である。4名は声優ユニットとして「ミルキィホームズ」を構成するメンバーでもある。毎回、この4名を中心にして、さまざまな企画に挑戦する番組である。また、寺川愛美、伊藤彩沙の2名がパーソナリティを務めるミニコーナーもあり、2名は「ミルキィホームズ フェザーズ」のメンバーでもある。

## 放送の形態
この番組を制作するブシロードメディアにより運営されるウェブサイト「HiBiKi Radio Station」にて、ストリーミング形式で配信されている。

## 関連番組
2013年6月28日まで響にて放送されていた『ミルキィホームズ 探偵学院放送室ターボ』とは、入れ替わりで当番組が放送されることになったものの、番組内容自体は「全員正解！Q.E.D！シーズン２！！」や「みんなでつくろう！ミルキィかるた～！」など、前番組からコーナーを引き継いでる部分も見られる。

## 番組の内容
『ミルキィホームズ 探偵学院放送室ターボ』から変わらず、三森すずこ、徳井青空、佐々木未来、橘田いずみがメインパーソナリティを務める。前番組から前述のとおり一部コーナーを引き継いでいるのに加え、「ミルキィ　キャッチフレーズ会議！！」が新たに加わった。また、寺川愛美、伊藤彩沙による「あいみ、あやさのフェザーズタイム」のミニコーナーも設けられており、こちらでは『ふたりはミルキィホームズ』のキャストがゲストで登場する回もある。

## コーナー
みるきぃ流行語大賞2013
みんなでお話考えてミルキィ
『朝起きたら全員がおじさんになっていた……』に続く展開をメンバーとリスナーで考えて展開していくコーナー。
ミルキィ　キャッチフレーズ会議！！
以前、徳井さんが佐々木さんにつけた「未来・いい恋・嫁にこい」という素敵なキャッチフレーズを他メンバーにも作ろうというコーナー。
2013年9月22日東京ゲームショウでの公開録音で6名全員のキャッチフレーズが決定した。
みんなでつくろう！ミルキィかるた～！
ミルキィかるたの読み札を読者から募集するコーナー。ミルキィホームズに関する言葉が入っていれば何でもOK。それをミルキィホームズの4名が絵にして公開する。
全員正解！Q.E.D！シーズン２！！
答えが一文字で完成するクイズに全員が挑戦。全員が順番に答えていき四文字が完成すれば成功。
あいみ、あやさのフェザーズタイム
「ふたりのキーワードミッション！」では、リスナーから募集したキーワードでトークしていき、ふたりの個性を出していくコーナー。

## パーソナリティ
- 三森すずこ（シャーロック役）
- 徳井青空（ネロ役）
- 佐々木未来（エリー役）
- 橘田いずみ（コーデリア役）
- 寺川愛美（常盤カズミ役）
- 伊藤彩沙（明神川アリス役）

## ゲスト
- 興津和幸（6回。シオン役）
- 中上育実（12回。十津川警子役）
- 大坪由佳（25回。白怪盗役）